# Бомбардировка на Аликанте
Бомбардировката на Аликанте е въздушна атака срещу испанския град Аликанте на 25 май 1938 г. Това е една от най-смъртоносните въздушни бомбардировки в Гражданската война в Испания.

## Предостави
След Арагонската офанзива Франсиско Франко иска да елиминира републиканската морска търговия и да унищожи републиканския морал, затова той упълномощава италианската Легионерска авиация и легион „Кондор“ да предприемат безразборни бомбардировки на републиканските градове. Валенсия, Барселона, Аликанте, Гранолерс и други испански градове са бомбардирани.

## Бомбардировката
На 25 май 1938 г. между седем и девет италиански бомбардировача SM.79 и SM.81 от Легионерската авиация бомбардират Аликанте. Противовъздушната отбрана на града е остаряла, а системата за въздушна тревога не работи. Нападателите хвърлят 90 бомби и много от тях падат върху централния пазар на града. Взимат между 275 и 393 цивилни жертви (100 мъже, 56 жени, 10 деца и повече от 100 неидентифицирани тела) и 1 000 ранени.
Бомбардировките над Аликанте и Гранолерс и атаките срещу британските кораби провокират протести в Лондон.